# Penitência de Canossa

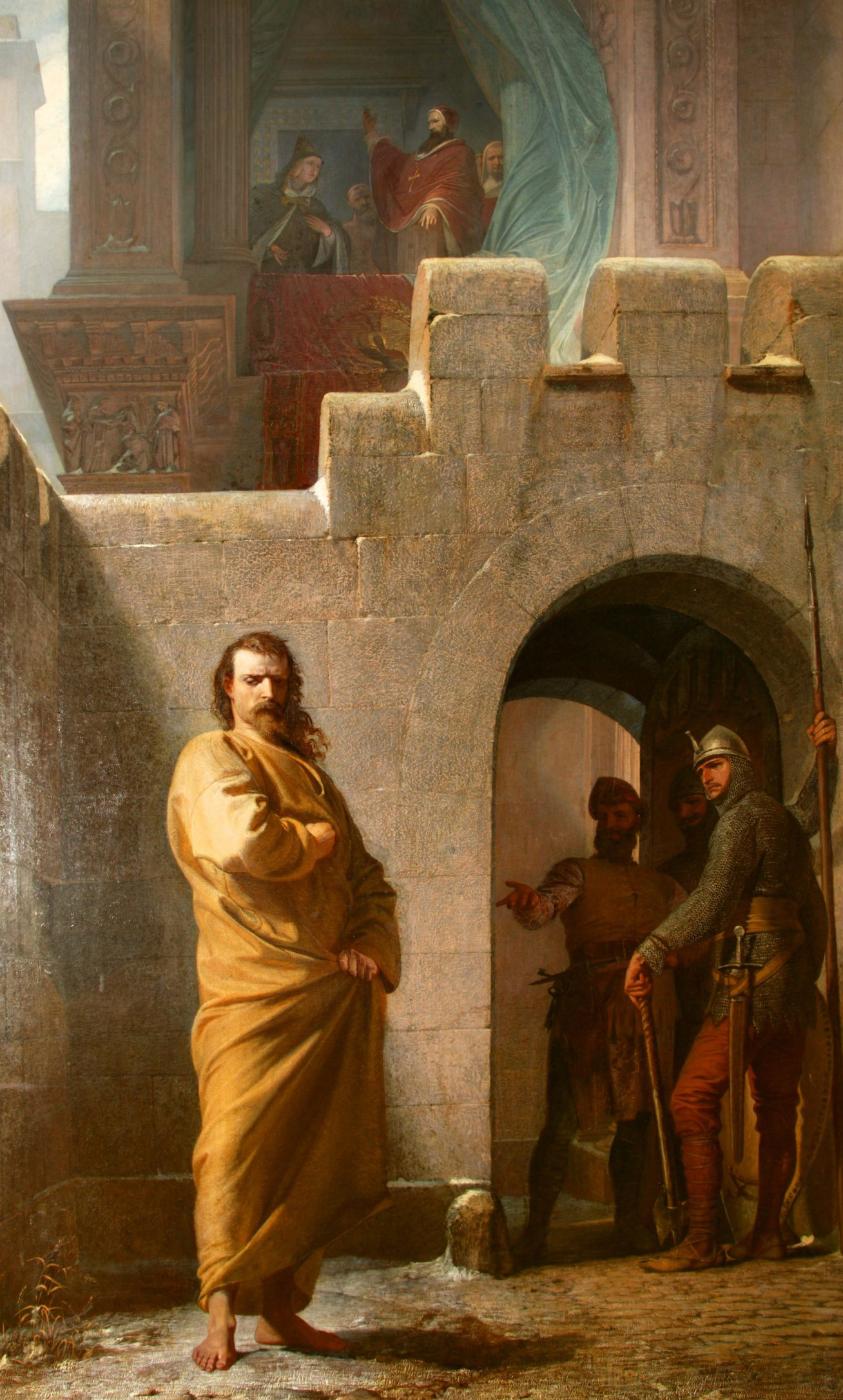
Henrique IV em Canossa, pintura de Eduard Schwoiser, 1862

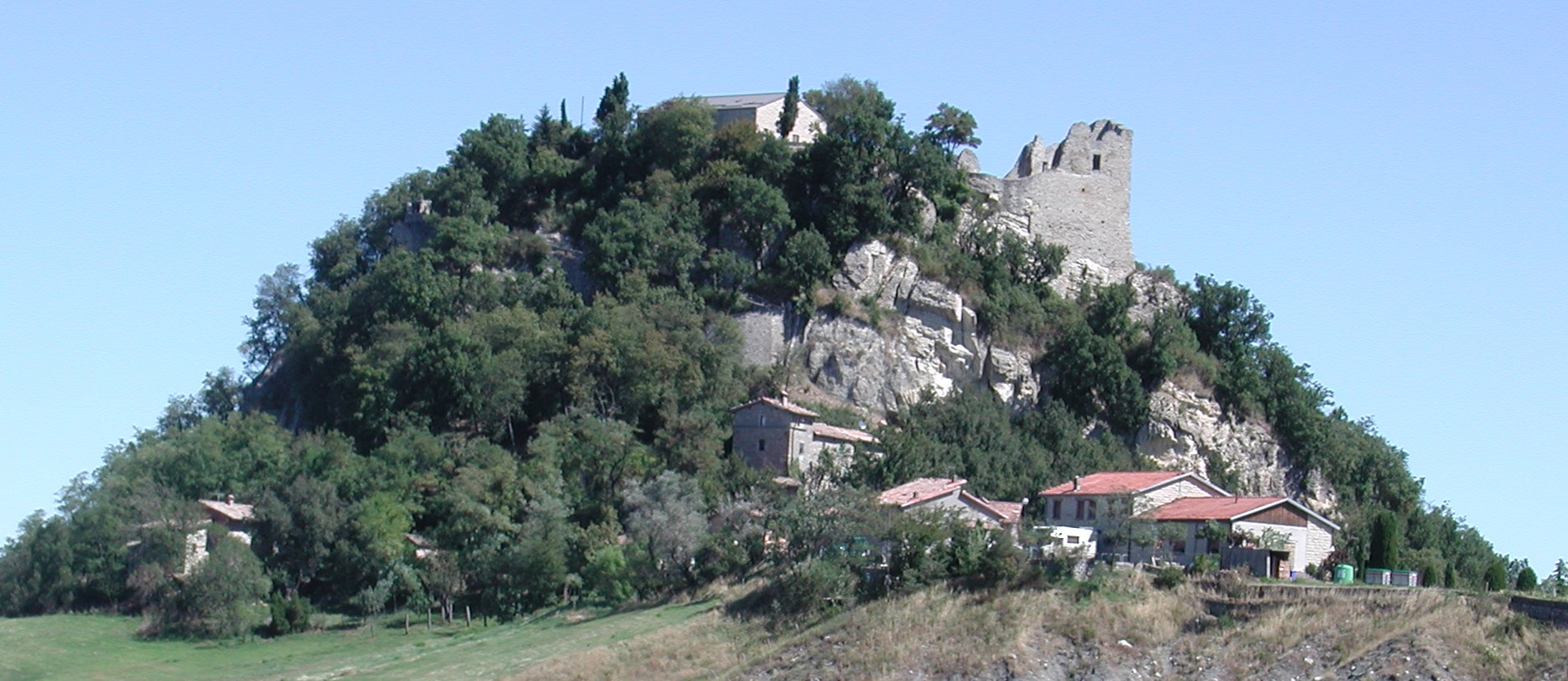
Ruínas do Castelo de Canossa

A Penitência de Canossa, também chamada Caminho a Canossa, é a viagem que Henrique IV do Sacro Império Romano-Germânico fez entre Speyer e o Castelo de Canossa, na Emília-Romanha, e a espera a que foi sujeitado para conseguir se encontrar com o papa Gregório VII em janeiro de 1077. O objetivo era solicitar-lhe a revogação da sua excomunhão.
Este episódio sucedeu após a luta política que contrapunha a autoridade da Igreja guiada por Gregório VII à autoridade imperial de Henrique IV, conhecida como Controvérsia das investiduras.
Através da mediação de Matilde de Canossa e do abade de Cluny, Hugo, Henrique IV teve que permanecer três dias e três noites, de joelhos, às portas do castelo, com frio e neve, vestido como um monge, com uma túnica de lã e descalço para poder conseguir o perdão papal. O papa recebeu-o e concedeu-lhe o levantamento da excomunhão sob certas condições, mas que Henrique rapidamente violaria.
O episódio de Canossa foi um duríssimo golpe para o Império, que não mais recuperaria, reforçando o poder do papado.
Hoje a expressão "Caminho de Canossa" é usada para indicar uma petição humilhante.